# Rzeszów
Rzeszów (prononciation API : [ˈʐɛʂuf] ; en allemand : Resche ; en ukrainien : Ряшiв, Riachiv ; nom historique en français : Résovie,) est une ville du Sud-Est de la Pologne et le chef-lieu de la voïvodie des Basses-Carpates et du powiat de Rzeszów sans en faire partie (elle constitue une ville-district). Avec sa population de 194 886 habitants en 2019 (182 028 habitants en 2012), Rzeszów est la 19e ville la plus peuplée du pays et la plus peuplée dans la région Sud-Est.
Rzeszów a un aéroport international et le parc scientifique et technologique Podkarpackie se concentre sur l'industrie des nouvelles technologies. La zone économique spéciale de Rzeszów-Dworzysko opère dans la ville.

## Géographie
Rzeszów est située à peu près à équidistance de Cracovie et de Lviv (Ukraine occidentale), sur l'axe de communication Dresde-Kiev. Un peu moins de 100 km la séparent des frontières ukrainienne et slovaque, respectivement par les routes européennes E40 et E371.

## Conditions naturelles

### Hydrologie
La ville est arrosée par le Wisłok. Sur un plan géologique, elle se situe dans le bassin de Sandomierz, mais à proximité, en direction du sud, des collines annoncent la proximité des Carpates.

### Géologie
La ville se trouve à la jonction de deux unités tectoniques qui les divisent en deux parties. La partie sud se trouve sur la zone de la montagne Skole, tandis que la partie nord se trouve sur la dépression Przedkarpackie. Dans la région de Rzeszów, le seuil des Carpates est clairement abaissé, ce qui signifie que les plus jeunes dépôts géologiques du creux "sont déjà entrés dans les zones de montagne, créant ce qu'on appelle la baie de Rzeszów. La ligne séparant les deux unités suit la ligne Wielopole - Iwierzyce - Zalesie - Markowa

### Climat
| Mois                                             | jan.       | fév.       | mars       | avril     | mai       | juin      | jui.      | août      | sep.      | oct.       | nov.      | déc.       | année      |
| ------------------------------------------------ | ---------- | ---------- | ---------- | --------- | --------- | --------- | --------- | --------- | --------- | ---------- | --------- | ---------- | ---------- |
| Température minimale moyenne (°C)                | −4,7       | −3,9       | −0,8       | 3,4       | 8,2       | 11,8      | 13,5      | 13        | 8,9       | 4,8        | 1,1       | −3         | 4,4        |
| Température moyenne (°C)                         | −1,9       | −0,6       | 3,3        | 9,1       | 14        | 17,6      | 19,4      | 18,9      | 13,9      | 8,9        | 4,1       | −0,5       | 8,8        |
| Température maximale moyenne (°C)                | 0,8        | 2,7        | 7,9        | 15        | 20,1      | 23,5      | 25,6      | 25,2      | 19,6      | 13,6       | 7,4       | 2,1        | 13,6       |
| Record de froid (°C) date du record              | −33,6 1963 | −35,8 1963 | −30,9 1963 | −10 1996  | −4,6 1980 | −0,9 1977 | 3,7 1984  | 0,9 1984  | −5,3 1977 | −11,4 1997 | −21 1965  | −29,8 1961 | −35,8 1963 |
| Record de chaleur (°C) date du record            | 12,7 1975  | 17,2 2008  | 23,8 1974  | 29,1 2012 | 33 2005   | 34,5 2021 | 35,6 1957 | 36,5 1952 | 36 2015   | 25,6 2000  | 21,3 2018 | 16,5 1989  | 36,5 1952  |
| Ensoleillement (h)                               | 48,9       | 67,1       | 124,1      | 177,8     | 231,4     | 237,3     | 251,7     | 240,7     | 163,5     | 117,3      | 55,4      | 38,6       | 1 740,1    |
| Précipitations (mm)                              | 33,4       | 32,3       | 39         | 45,9      | 79,3      | 81,6      | 90,8      | 63,5      | 66        | 49,5       | 36,1      | 34,4       | 651,8      |
| dont neige (cm)                                  | 173,9      | 195,9      | 80,9       | 4,4       | 0         | 0         | 0         | 0         | 0         | 1,9        | 32,5      | 74,1       | 563,7      |
| Nombre de jours avec précipitations              | 9,2        | 8,2        | 9,4        | 8,4       | 10,3      | 9,7       | 10,3      | 8,3       | 8,3       | 8          | 7,9       | 8,4        | 106,2      |
| dont nombre de jours avec précipitations ≥ 10 mm | 0,2        | 0,5        | 0,4        | 1,1       | 2,7       | 2,9       | 2,9       | 1,8       | 2,1       | 1,5        | 0,8       | 0,4        | 17,3       |
| Humidité relative (%)                            | 85,2       | 82,4       | 76,5       | 70,8      | 73,6      | 74,4      | 74,4      | 75        | 80,4      | 83         | 86,3      | 86,5       | 79         |
| Nombre de jours avec neige                       | 18         | 16,2       | 6,8        | 0,8       | 0         | 0         | 0         | 0         | 0         | 0,4        | 4,6       | 12         | 58,8       |

| Diagramme climatique                                  |             |           |           |             |              |              |            |           |             |            |           |
| J                                                     | F           | M         | A         | M           | J            | J            | A          | S         | O           | N          | D         |
| 0,8−4,733,4                                           | 2,7−3,932,3 | 7,9−0,839 | 153,445,9 | 20,18,279,3 | 23,511,881,6 | 25,613,590,8 | 25,21363,5 | 19,68,966 | 13,64,849,5 | 7,41,136,1 | 2,1−334,4 |
| Moyennes : • Temp. maxi et mini °C • Précipitation mm |             |           |           |             |              |              |            |           |             |            |           |

## Histoire

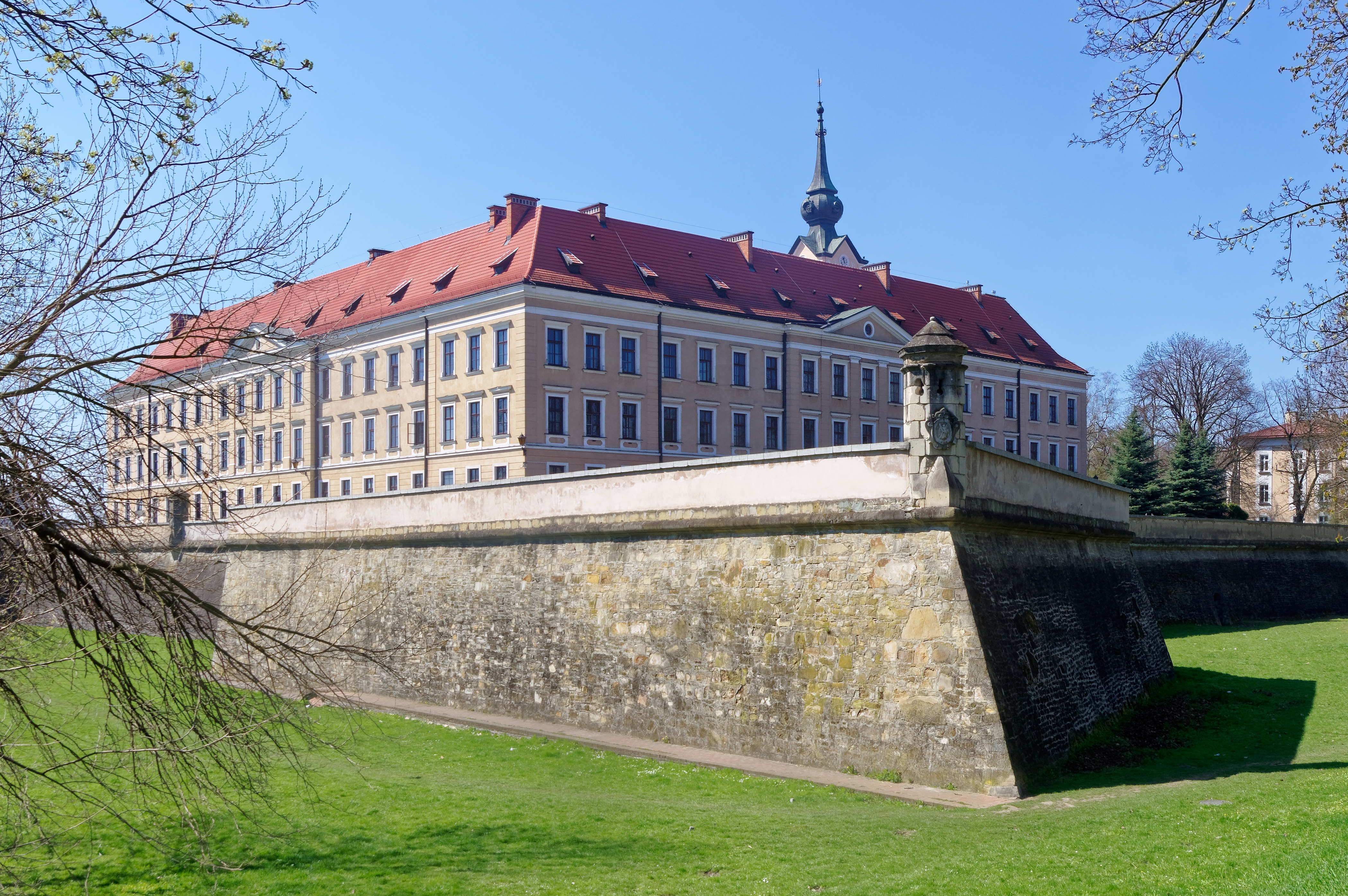
Palais de la famille Lubomirski.

Fondée en 1354 sur décision royale de Casimir III, qui octroie la terre à un noble du royaume du nom de Jan Pakosławic de Strożysk de Półkozic (qui est à l'origine de la famille Rzeszowski), Rzeszów reste dans l'ombre d'autres villes de Galicie comme Sandomierz, Przemyśl ou Lviv.
Depuis le premier partage de la Pologne en 1772 jusqu'en 1918, la ville fait partie de la monarchie autrichienne (empire d'Autriche), puis Autriche-Hongrie (Cisleithanie après le compromis de 1867), chef-lieu du district de même nom, l'un des 78 Bezirkshauptmannschaften en province (Kronland) de Galicie en 1900. Le sort de cette province fut dès lors disputé par la Pologne et la Russie soviétique, jusqu'à la Paix de Riga le 18 mars 1921.

## Vie économique
La ville s'est rapidement développée après 1945 en raison du développement de l'industrie militaire et aérienne par le gouvernement communiste. La proximité de la frontière fait de Rzeszów un important centre de commerce et transport entre l'Union européenne et l'Ukraine.
La ville est desservie par l'aéroport de Rzeszów-Jasionka et la gare de Rzeszów.

## Enseignement supérieur
La ville dispose d'universités publiques, l'université de Rzeszów (12 facultés) et l'École polytechnique de Rzeszów, et d'autres non-publiques, entre autres l'École supérieure d'ingénierie et d'économie (Wyższa Szkoła Inżynieryjno-Ekonomiczna w Rzeszowie (pl)), l'École supérieure de droit et d'administration (WSPiA Rzeszowska Szkoła Wyższa (pl)), l'École supérieure d'informatique et de gestion (Wyższa Szkoła Informatyki i Zarządzania w Rzeszowie (pl)) ou le grand séminaire (Grand séminaire de Rzeszów).

## Jumelages
- Bielefeld (Allemagne) depuis le 17 octobre 1991
- Buffalo (États-Unis) depuis 1974
- Ivano-Frankivsk (Ukraine) depuis septembre 2000
- Klagenfurt (Autriche) depuis le 4 février 1975
- Košice (Slovaquie) depuis novembre 1991
- Lamia (Grèce) depuis le 8 février 2005
- Lviv (Ukraine) depuis le 4 avril 1992
- Loutsk (Ukraine) depuis le 20 novembre 2001
- Nyíregyháza (Hongrie) depuis le 20 août 1996
- Satu Mare (Roumanie) depuis le 12 décembre 2007

## Personnalités liées à la ville
Personnalités nées à Rzeszów :
- Stanisław Herakliusz Lubomirski (1642-1702), dignitaire de la république des Deux Nations ;
- Hieronim Augustyn Lubomirski (1647-1706), dignitaire de la république des Deux Nations ;
- Jan August Kisielewski (1876-1918), écrivain du mouvement Jeune Pologne ;
- Zvi Koretz (1884-1945), grand-rabbin de la communauté juive de Salonique de 1933 à 1943 ;
- Jakob Laub (1884-1962), physicien austro-hongrois ;
- Richard Yari (1898-1969), nationaliste ukrainien, collaborationniste durant la Seconde Guerre mondiale ;
- Natalia Tułasiewicz (1906-1945), enseignante, membre de l'État polonais clandestin ;
- Fred Zinnemann (1907-1997), cinéaste hollywoodien, réalisateur du western Le train sifflera trois fois ;
- Gola Mire (1911-1943), membre de la résistance juive ;
- Mojzesz Seiden (1912-1944), médecin, membre de la Résistance française, victime de la tragédie des puits de Guerry ;
- Julien Pappé (1920-2005), réalisateur d'animation actif en France ;
- Jules Horowitz (1921-1995), physicien français, spécialiste de physique nucléaire ;
- Marian Łącz (1921-1984), footballeur puis acteur ;
- Stanisław Wisłocki (1921-1998), compositeur, pianiste et chef d'orchestre ;
- Józef Szajna (1922-2008), metteur en scène et théoricien du théâtre ;
- Jerzy Grotowski (1933-1999), metteur en scène et théoricien du théâtre ;
- Tadeusz Ferenc (1940-2022), homme politique, membre de la Diète de Pologne puis maire de Rzeszów ;
- Tomasz Stańko (1942-2018), trompettiste et compositeur de jazz ;
- Jan Domarski (né en 1946), footballeur ;
- Jadwiga Szosler-Wilejto (née en 1949), archère ;
- Aleksander Cichoń (né en 1958), lutteur, médaillé de bronze aux Jeux olympiques d'été de 1980 ;
- Wojciech Birek (né en 1961), auteur, traducteur et critique de bandes dessinées ;
- Justyna Steczkowska (née en 1972), chanteuse, représentante de la Pologne au concours Eurovision 1995 ;
- Paweł Kowal (né en 1975), homme politique, membre de la Diète de Pologne puis eurodéputé ;
- Agata Pura (née en 1978), volleyeuse ;
- Dawid Krupa (né en 1980), coureur cycliste ;
- Maciej Jodko (né en 1982), snowboardeur ;
- Konrad Wysocki (né en 1982), basketteur actif en Allemagne ;
- Anja Rubik (née en 1983), mannequin ;
- Łukasz Trałka (né en 1984), footballeur ;
- Ewelina Ryznar (née en 1986), volleyeuse ;
- Michał Gliwa (né en 1988), footballeur ;
- Gabriela Polańska Wojtowicz (née en 1988), volleyeuse ;
- Maksymilian Sitek (né en 2000), footballeur.
- Bartosz Bida (né en 2001), footballeur.

Personnalités mortes à Rzeszów :
- Hieronim Augustyn Lubomirski (1647-1706), dignitaire de la république des Deux Nations ;
- Jerzy Ignacy Lubomirski (1687-1753), dignitaire de la république des Deux Nations ;
- Feliks Michał Wygrzywalski (1875-1944), peintre orientaliste ;
- Leon Aleksander Sapieha (1883-1944), aviateur militaire austro-hongrois puis député à la Diète de Pologne ;
- Wacław Kopisto (1911-1983), membre de l'armée polonaise et de l'Armia Krajowa ;
- Stanisław Makowiecki (1942-2015), lutteur.